# 자연 선택의 유전학적 이론
《자연 선택의 유전학적 이론》은 영국의 유전학자 로날드 피셔가 1930년 출간한 책으로 멘델의 유전법칙과 찰스 다윈의 자연 선택 이론을 함께 묶어 설명하고 있다. 피셔는 이 책에서 "멘델 유전학은 다윈의 진화론을 입증한다"고 주장하였고 돌연변이를 진화의 원동력으로 지목하여 "대다수의 돌연변이는 해롭고 얼마간의 돌연변이는 큰 차이가 없지만 드물게 오히려 더 유용한 돌연변이가 나타난다"는 이유로 정향진화설 초판은 1930년 옥스퍼드 대학교 출판부 클라렌던 출판소에서 인쇄되었다. 이 책은 현대 진화 이론의 중요 저작 가운데 하나로, 집단 유전학을 기반으로 서술되었다. 책에서 설명하는 피셔의 도주 선택 이론, 피셔의 법칙, 번식도, 자연 선택에 대한 피셔의 기본 이론, 피셔 기하 모형, 매력있는 아들 가설, 의태, 우성의 진화와 같은 개념들은 오늘날에도 여전히 생물학 저서에서 인용되고 있다.

## 개념

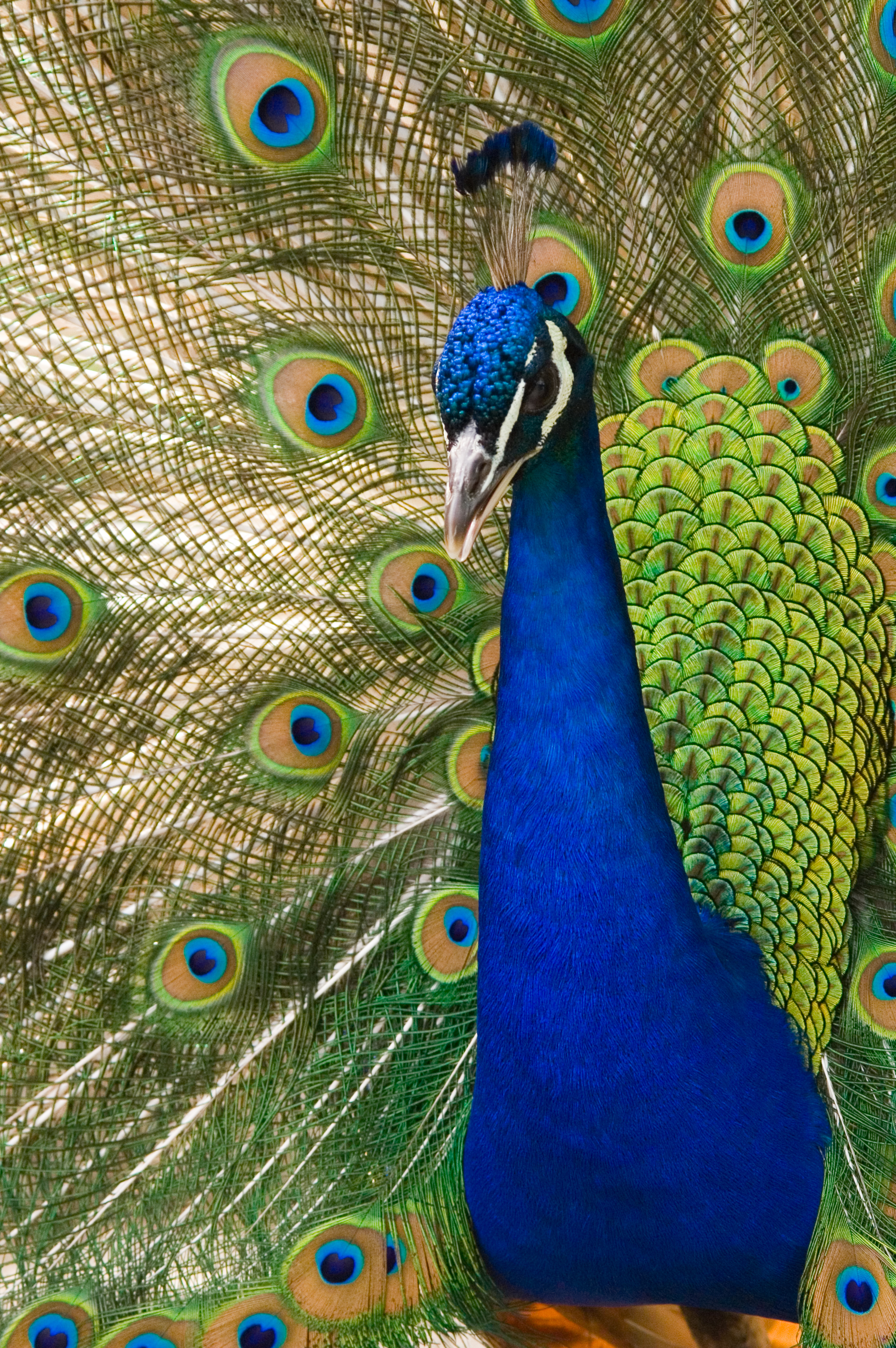
공작의 꼬리 깃털은 피셔의 도주 선택 이론의 대표적인 사례로 거론된다.

피셔는 책의 서문에서 진화 과정에서 이루어지는 자연 선택의 이해를 포함한 일반적인 관점들을 제시하면서 유전학 역시 진화와 무관할 수 없다고 지적한다. 첫 장에서 피셔는 혼합 유전의 관념을 배격하고 유전의 본질을 살펴 널리 알려진 잘못된 관념을 바로잡는다. 제 2장에서는 자연 선택의 기본 이론을 설명하고 제 3장에서는 우성의 진화에 대해 논한다. 피셔는 변이에 의한 진화 이론에 강한 영향을 받았다. 다른 장에서는 부모의 투자 이론, 피셔의 기하 모형 등을 통해 돌연변이가 적응도에 작용하는 방식을 설명한다. 피셔의 법칙은 암수의 성비가 대체적으로 1:1이 되는 까닭에 대한 인구통계학적 분석이다. 피셔의 도주 선택은 성선택이 양적 피드백 과정을 거치는 과정을 설명한다.

## 판본
제2판은 1958년에 복간되었고, 1999년 주석을 단 제3판이 출간되었다.(ISBN 0-19-850440-3) 제3판은 애들레이드 대학교의 존 헨리 베네트 교수가 1930년 초판을 기반으로 1958년 2판의 추가 내용과 보충 설명 등을 주석으로 달아 편집하였다.

## 헌사
초판에는 찰스 다윈의 아들이자 피셔의 친구였던 레오나르드 다윈이 헌사를 썼다.

## 평가
찰스 다윈의 손자이자 물리학자였던 찰스 갤턴 다윈은 피셔가 증정한 책의 여백에 자신의 의견을 적었고, 이는 1999년 제3판의 출간 당시 주석에 포함되었다. 윌리엄 도널드 해밀턴은 이 책에서 영감을 받아 친족 선택 이론을 발전시켰다.
피셔는 우생학을 신봉하였고, 이 책의 저술 동기도 우성 유전의 진화를 인위적으로 촉진할 수 있을 것이란 관심에서 비롯되었다. 그는 집단 유전학과 진화생물학의 정립을 통해 우성의 진화를 인위적으로 촉진할 수 있다고 생각했다. 피셔는 영국 상류층의 출산율 저하에 대해 우생학적 관점에서 우려를 표한 바 있다.

## 참고 문헌
- Bennett, J. H. (1983). 《Natural Selection, Heredity, and Eugenics: Including Selected Correspondence of R.A. Fisher with Leonard Darwin and Others》. Oxford Science Publications. Oxford, UK; New York: Clarendon Press; Oxford University Press. ISBN 0-19-858177-7. LCCN 83004165. OCLC 9393205.
- Fisher, R. A. (1999). 《The Genetical Theory of Natural Selection》. Edited with a foreword and notes by J. H. Bennett A complete variorum판. Oxford, UK: Oxford University Press. ISBN 0-19-850440-3. LCCN 00702764. OCLC 45308589.
- Grafen, Alan; Ridley, Mark, 편집. (2006). 《Richard Dawkins: How a Scientist Changed the Way We Think》. Oxford, UK; New York: Oxford University Press. ISBN 978-0-19-929116-8. LCCN 2005033395. OCLC 62322400.
- Haldane, J. B. S. (1932). 《The Causes of Evolution》. London; New York: Longmans, Green & Co. LCCN 32033284. OCLC 5006266. "This book is based on a series of lectures delivered in January 1931 at the Prifysgol Cymru, Aberystwyth, and entitled 'A re-examination of Darwinism'."